# Lista di onde gravitazionali

Rappresentazione della propagazione di un'onda gravitazionale attraverso lo spaziotempo.

Questa è una lista di onde gravitazionali osservate sperimentalmente. L'osservazione di onde gravitazionali è parte dell'astronomia delle onde gravitazionali.

## Lista di osservazioni di onde gravitazionali
| Ordine d'osservazione | Onda gravitazionale | Data d'osservazione (UTC) | Data di pubblicazione | Posizione d'origine                         | Distanza di luminosità | Energia | Sorgente                                                                              | Note | Ref         |
| --------------------- | ------------------- | ------------------------- | --------------------- | ------------------------------------------- | ---------------------- | --- | ------------------------------------------------------------------------------------- | ---- | ----------- |
| 1                     | GW150914            | 14-09-2015 09:50:45       | 11-02-2016            | Ignota, probabilmente nel cielo meridionale | 410 Mpc (1 300 Mly)    | 3 M☉×c2; 5,4×1047 joule (5,4×1054 erg; 5,4×103 foe)×1047 joules (5.4×1054 erg; 5.4×103 foe)5,4×1047 joule (1,3×1047 cal; 5,1×1044 BTU)×1047 cal; 5.1×1044 BTU; 5,4×1047 joule (1,5×1041 kWh; 1,3×1038 tonnellate equivalente in TNT)×1041 kWh; 1.3×1038 tonnes of TNT | Fusione di un buco nero di 36 M☉ con un buco nero di 29 M☉, osservata da LIGO         | *    | [ 1 ] [ 2 ] |
| 2                     | GW151226            | 26-12-2015 03:38:53       | 15-06-2016            | Ignota                                      | 440 Mpc (1 400 Mly)    | 1 M☉×c2; 1,8×1047 joule (1,8×1054 erg; 1,8×103 foe)×1047 joules (1.8×1054 erg; 1.8×103 foe)1,8×1047 joule (4,3×1046 cal; 1,7×1044 BTU)×1046 cal; 1.7×1044 BTU; 1,8×1047 joule (5,0×1040 kWh; 4,3×1037 tonnellate equivalente in TNT)×1040 kWh; 4.3×1037 tonnes of TNT | Fusione di un buco nero da 14 M☉ con un buco nero da 8 M☉, osservata da LIGO          | *    | [ 3 ] [ 4 ] |
| 3                     | GW170104            | 2017-01-04 10∶11:58       | 2017-06-01            |                                             | 880 Mpc (2 900 Mly)    | 2 M☉×c2; 3,6×1047 joule (3,6×1054 erg; 3,6×103 foe) | Fusione di un buco nero da 31 M☉ con un buco nero da 19 M☉, osservata da LIGO         | *    |             |
| 4                     | GW170814            | 2017-08-14 10∶30:43       | 2017-09-27            | 3h 11m −44° 57′                             |                        | | Fusione di un buco nero da 31 M☉ con un buco nero da 25 M☉, osservata da LIGO e Virgo | *    | [ 5 ]       |
| 5                     | GW170817            | 2017-08-17 12∶41:04       | 2017-10-16            | NGC 4993                                    | 40 Mpc (130 Mly)       | | Prima rilevazione della fusione di due stelle di neutroni. Osservata da LIGO e Virgo. | *    | [ 6 ]       |
| 6                     | GW190412            | 2019-04-12 05:30:44       |                       |                                             |                        | | Fusione di un buco nero da ~30 M☉ con un buco nero da ~8 M☉.                          | *    | [ 7 ]       |
| 7                     | GW190425            | 2019-04-25 08:18:05       | 2020-03-19            |                                             |                        | | Fusione di oggetti compatti di natura non completamente chiara.                       | *    | [ 8 ]       |
| 8                     | GW190814            | 2019-08-14 21:10:39       | 2020-06-23            |                                             |                        | | Binaria compatta coalescente di 2,5M☉, con un buco nero di circa 23 M☉,               | *    | [ 9 ]       |

## Lista di candidate
- LVT151012. Nel primo periodo di osservazione di Advanced LIGO, dal 12 settembre 2015 al 19 gennaio 2016, fu osservato un possibile terzo segnale. La significatività statistica di questa osservazione (circa 2σ) non è però sufficiente a dichiararla onda gravitazionale.[10] Probabilmente è stata il risultato di una fusione tra buchi neri, in cui un buco nero di 23 M☉ si è fuso con un buco nero di 13 M☉ .

## Nomenclatura
Gli eventi associati a onde gravitazionali hanno un nome che inizia con il prefisso GW (dall'inglese "gravitational wave"). Le tre coppie di numeri seguenti indicano rispettivamente l'anno, il mese e il giorno di osservazione. Tale nomenclatura è simile alla convenzione utilizzata per altri tipi di osservazioni astronomiche, come i lampi gamma.